# Sickness
Sickness è un singolo del gruppo musicale statunitense Grey Daze, pubblicato il 6 febbraio 2020 come secondo estratto dal primo album di remix Amends.

## Descrizione
Traccia d'apertura dell'album, il testo è basato su una storia legata al frontman Chester Bennington quando aveva quindici anni, periodo in cui era vittima di bullismo e di conseguenti pestaggi.
Una prima versione di Sickness fu registrata e inclusa nel secondo album ...No Sun Today, uscito nel 1997 e caratterizzata da sonorità prettamente grunge. La versione presente in Amends si differenzia per un arrangiamento più moderno e arricchito dai sintetizzatori, oltre che dalla partecipazione alla chitarra di Page Hamilton degli Helmet.

## Video musicale
Diretto da Nico Poalillo e Brandon Rottman, il video rispecchia il testo del brano e mostra un giovane skateboarder vittima di bullismo che trova conforto scrivendo su un libro e guardando filmati dei Grey Daze in concerto.

## Tracce
Testi di Chester Bennington e Sean Dowdell, musiche di Chester Bennington, Sean Dowdell, Mace Beyers e Bobby Benish.
1. Sickness – 2:51

## Formazione
Gruppo
- Chester Bennington – voce
- Sean Dowdell – batteria, cori
- Mace Beyers – basso
- Cristin Davis – chitarra

Altri musicisti
- Page Hamilton – chitarra aggiuntiva

Produzione
- Pete Nappi – produzione
- Grey Daze – coproduzione
- Jay Baumgardner – produzione esecutiva, missaggio
- Kyle Hoffman – registrazione
- Adam Schoeller – assistenza alla registrazione
- Andrea Roberts – assistenza al missaggio
- Ted Jensen – mastering

## Classifiche
| Classifica (2020)             | Posizione massima |
| ----------------------------- | ----------------- |
| Stati Uniti (mainstream rock) | 2                 |
| Stati Uniti (rock)            | 35                |
| Stati Uniti (rock airplay)    | 11                |

## Date di pubblicazione
| Paese                 | Data di pubblicazione | Formato           |
| --------------------- | --------------------- | ----------------- |
| Mondo                 | 6 febbraio 2020       | Download digitale |
| Italia                | 7 febbraio 2020       | Airplay           |
| Stati Uniti d'America | 11 febbraio 2020      | Airplay           |